# Gehandicaptenzorg
Gehandicaptenzorg (GHZ), ook wel aangeduid als zorg voor personen met een handicap of zorg voor mensen met een functiebeperking, is de overkoepelende term voor alle organisaties, diensten en instellingen binnen de gezondheidszorg die als missie de zorg-, hulp- en dienstverlening aan mensen met een functiebeperking hebben.
Zie ook:
- Gehandicaptenzorg in België
- Gehandicaptenzorg in Nederland